# برگه‌های سفید
برگه‌های سفید سریالی تلویزیونی محصول سال ۱۳۸۲ به کارگردانی شفیع آقامحمدیان است.

## بازیگران
- شیرین بینا
- حدیث فولادوند
- فرامرز صدیقی
- مجید مظفری
- احمد نجفی
- کاوه سماک باشی
- جهانبخش سلطانی

## سایر عوامل
- مجری طرح: مجید عباسی
- مدیر تصویربرداری: کاظم شهبازی
- مدیر صدابرداری: محمود سماک‌باشی
- طراح صحنه: مجید میرفخرایی
- طراح گریم: جلال‌الدین معیریان
- طراح لباس: ویشکا آسایش
- موسیقی: فردین خلعتبری